# 永遠の僕たち
『永遠の僕たち』（えいえんのぼくたち、原題: Restless）は、ガス・ヴァン・サント監督、ジェイソン・リュウ脚本によるアメリカ合衆国の映画である。
不治の病に冒された少女と、死に取り憑かれた青年の恋の物語。物語のキーとなる青年のただひとりの“友人”役で加瀬亮が出演。

## ストーリー
イーノックは赤の他人の葬儀に参列することを趣味としていた。ある日、故人の知り合いでは無いことを参列者の少女に見抜かれる。別の葬儀で係員に見とがめられたイーノックは、再び居合わせたその少女が自分の彼氏であると嘘を吐いてくれたことで救われる。少女はアナベルという名で、がん病棟の職員だという。イーノックは家庭では叔母と二人暮らしで、彼にだけ見える第二次世界大戦で戦死した日本の特攻隊員の幽霊・ヒロシのみが友人と言える存在だった。
ある日ヒロシとともにアナベルを見かけたイーノックは声をかける。アナベルはチャールズ・ダーウィンを敬愛し、自然が好きで鳥類のスケッチをしていた。イーノックは両親の墓前でアナベルを紹介する。アナベルは病院の再検査を受け、脳腫瘍が再発し余命3か月であると宣告される。ヒロシはイーノックを通じてアナベルと話し、事故をきっかけにイーノックにヒロシが見えるようになったことなどを語り合う。デートの日、イーノックがアナベルの家に迎えに行くと、彼女の姉・エリザベスが、イーノックが車を持っていないこと、高校をドロップアウトしていることなどを不審げに問い詰める。アナベルとイーノックはキスを交わし恋人同士となる。
アナベルに実はガン病棟の職員ではなく患者であるということや、余命を告白されたイーノックは、死までの間にやりたい事をしようと提案する。アナベルは自分の葬儀を計画したいと夢を語った。ハロウィンの夜、アナベルと共に仮装して出かけたイーノックは、かつて自分の亡き両親を侮辱したため暴行を加えた同級生たちに見つかり、アナベルと共に別の知人の車に乗せてもらいその場を逃げ出す。だがイーノックは、両親が死亡し自身は3か月間もの間昏睡状態となったその事故のトラウマで車に恐怖を覚え、アナベルと二人で森の中で下車する。二人は森の小屋の中で初めて愛し合った。
その後もデートを重ねる二人だったが、アナベルの死の瞬間を芝居仕立てでシミュレーションする遊びをするうちに口論になってしまう。イーノックはアナベルの主治医リーに治療を迫って暴れ、叔母に両親の死は彼女の受賞を祝うために車で訪ねたせいだと暴言を吐く。アナベルは発作を起こして倒れ一時危篤状態に陥る。イーノックは自分を残して死んだ両親への恨み言を叫びながらその墓を壊す。止めようとするヒロシはイーノックと争い、生きているだけで何もかもを持っているといって首を絞め失神させてしまう。病院で目を覚ましたイーノックは叔母に謝罪し、リー医師にアナベルからのメッセージを渡される。ヒロシは死ぬ前に恋人に渡せなかった手紙を見せ、自分のように後悔しないようアナベルに会いに行けと言って姿を消してしまった。
やがてアナベルの最期の日、イーノックは以前に約束していたシロフォンを贈る。部屋を出ていたイーノックが呼び戻されると、そこには「長い旅」に出るアナベルを正装して迎えに来たヒロシがいた。二人は敬意を表す日本式のお辞儀をする。ヒロシの死出の手紙には自分の特攻が愛する人の住む国を守ると信じて死ぬことや、死ぬ前に自分が口にするのは“天皇陛下万歳”ではなく愛しい人の名であるという想いが綴られていた。アナベルの葬儀は彼女が望んでいた通りのスタイルで執り行われ、イーノックは故人の思い出を語る壇上に立つ。イーノックの心にはアナベルとの思い出が去来し、彼は笑顔を浮かべるのだった。

## キャスト
| 役名                 | 俳優                 | 日本語吹替   | 備考                   |
| -------------------- | -------------------- | ------------ | ---------------------- |
| イーノック・ブレイ   | ヘンリー・ホッパー   | 前野智昭     | 主人公の少年。         |
| アナベル・コットン   | ミア・ワシコウスカ   | 坂本真綾     | 余命3カ月の少女。      |
| ヒロシ・タカハシ     | 加瀬亮               | 佐藤せつじ   | 日本の特攻隊員の幽霊。 |
| エリザベス・コットン | シュイラー・フィスク | 魏涼子       | アナベルの姉。         |
| メイベル             | ジェーン・アダムス   | 八十川真由野 | イーノックの叔母。     |
| レイチェル・コットン | ルシア・ストラス     | 定岡小百合   | アナベルの母。         |
| ドクター・リー       | チン・ハン           | 土田大       | アナベルの主治医。     |

- その他の日本語吹き替え：ふくまつ進紗／竹若拓磨／浅井晴美／山本格／三宅貴大／志田有彩／北村謙次

## 製作
本作はコロンビア ピクチャーズ、イマジン・エンターテインメント、ソニー・ピクチャーズ クラシックスによって製作された。2009年8月、ガス・ヴァン・サントは監督契約を交わした。脚本は、ジェイソン・リューによる、若者の愛と死を主題としたストーリーの舞台劇“Of Winter and Water Birds”に基づいている。2009年10月、ミア・ワシコウスカが主演女優として参加し、本作のために髪を切った。同年11月、ヘンリー・ホッパーが主演男優となった。音楽はダニー・エルフマンが手掛けた 。
主要撮影は2009年11月12日よりオレゴン州ポートランドで開始され、12月に完了した。2010年7月にポストプロダクションが完了した。

## 公開
2010年10月に予告編が公開された。本作は元々2011年1月28日公開を予定していたが、コロンビア映画は延期を表明した。これに伴い、2011年のサンダンス映画祭への出品も取りやめられた。
2011年3月31日、『バラエティ』は、本作が同年秋にソニー・ピクチャーズ クラシックス配給で公開されると報じた。また、同年5月12日にカンヌ国際映画祭のある視点部門で上映された。
日本では2011年4月18日、ソニー・ピクチャーズ エンタテインメントにより同年12月公開予定であることが発表された。また同年8月18日には、12月23日に日本公開され、第24回東京国際映画祭（10月22日 - 10月30日）に特別招待作品として出品される事が決定した。東京国際映画祭では10月24日に上映され、舞台あいさつには加瀬亮が出席し本作品について語った。
レイティングはアメリカではPG-13、日本ではGである。
日本におけるキャッチコピーは、「天国より近くにいる君へ」。

### 批評家の反応
評論家のレビューを集めるRotten Tomatoesでは、「ニコラス・スパークスのメロドラマのようだ」などの批判的なレビューがあり、2012年2月現在で37％の支持であった。 